# Vallmoll
Vallmoll è un comune spagnolo di 1 292 abitanti situato nella comunità autonoma della Catalogna.